# سپتامبر ۲۰۰۹
سپتامبر ۲۰۰۹ یکی از ماه‌های ۲۰۰۹ (میلادی) است.

## ۱ سپتامبر ۲۰۰۹
- تهدید رهبران آلمان و فرانسه، به تشدید تحریم‌ها علیه ایران

آنگلا مرکل صدر اعظم آلمان، و نیکلا سارکوزی، رییس جمهور فرانسه پس از دیدار با یکدیگر در برلین از ایران خواستند تا اواخر ماه سپتامبر به نگرانی های غرب در باره برنامه هسته ای این کشور پاسخ دهد یا با تحریم های شدیدتر روبرو شود. ایندو اعلام کردند که خواهان اجماع گسترده جهانی در زمینه حل این مسئله هستند. مرکل در سخنان خود به نشست سران گروه هشت کشور صنعتی در ماه ژوئیه اشاره کرد که بر بازنگری موضع خود در قبال ایران در اجلاس گروه ۲۰ تاکید کرده بودند. اجلاس گروه ۲۰ قرار است که اواخر سپتامبر برگزار شود. رادیو فردا

## ۲ سپتامبر ۲۰۰۹
- حکم ماموریت ۴۰ سفیر ایران لغو شد

حکم ماموریت ۴۰ سفیر ایران که بنابر اعلام خبرگزاری فارس، برخی از آنها از «آشوب‌های تهران» حمایت کرده‌اند، لغو شد. حسن قشقاوی، سخنگوی وزارت امور خارجه جمهوری اسلامی ایران نیز با تائید این خبر، جابجایی سفرا و روسای نمایندگی‌ها و سرکنسولگری‌های ایران در خارج از کشور را امری طبیعی دانست. رادیو زمانه، بی‌بی‌سی

## ۳ سپتامبر ۲۰۰۹
- نماینده موسوی: آمار تایید شده کشته‌ها به ۷۲ تن رسید

علیرضا حسینی بهشتی سخنگوی کمیته پیگیری امور زندانیان و جان باختگان حوادث پس از انتخابات به سایت کلمه گفته است که این کمیته تاکنون مرگ ۷۲ نفر را در حوادث پس از انتخابات تایید کرده، اما می گوید که این آمار نهایی نیست. چند روز پیشتر، محمد علی جعفری فرمانده سپاه پاسداران اعلام کرد که در درگیری های بعد از انتخابات در ایران در مجموع ۲۹ نفر کشته شده‌اند که ۲۰ نفر آنها از نیروهای بسیج و نیروهای مردمی با سابقه بسیجی بوده و ۹ نفرشان از «مخالفین و معارضین» بوده اند. با اینحال حسینی بهشتی توضیح داد که در فهرست تهیه شده توسط کمیته تحقیق موسوی و کروبی نام هیچ بسیجی به چشم نمی خورد و از فرمانده سپاه خواست لیست ۲۹ نفر خود را برای تطبیق با لیست ۷۲ نفره این کمیته ارائه دهد. بی بی سی فارسی
- مجلس به سه وزیر پیشنهادی احمدی‌نژاد رای‌اعتماد نداد

نمایندگان مجلس شورای اسلامی پس از پنج روز بررسی و مذاکره درباره صلاحیت افراد پیشنهادی محمود احمدی‌نژاد برای عضویت در کابینه دومین دوره ریاست جمهوری او، رای خود در مورد هر یک از وزیران پیشنهادی را به صندوق انداختند. در پایان رای‌گیری، هیجده تن از وزیران پیشنهادی از جمله احمد وحیدی (وزیر پیشنهادی دفاع و نیروهای مسلح) و مرضیه وحید دستجردی (وزیر پیشنهادی بهداشت، درمان، و آموزش پزشکی)، موفق به کسب رای‌اعتماد شدند، اما نمایندگان حاضر در جلسه به سوسن کشاورز (وزیر پیشنهادی آموزش و پرورش)، فاطمه آجرلو، (وزیر پیشنهادی رفاه و تأمین اجتماعی)، و محمد علی‌آبادی (وزیر پیشنهادی نیرو) رأی اعتماد ندادند. بی‌بی‌سی

## ۴ سپتامبر ۲۰۰۹
- مذاکره درباره برنامه هسته‌ای ایران در نشست دو روزه اتحادیه اروپا

در نشست دو روزه وزیران امور خارجه اتحادیه اروپا که از روز جمعه در استکهلم پایتخت سوئد آغاز می‌شود، تلاش‌ها برای کشاندن ایران پای میز مذاکره هسته‌ای مورد بحث قرار می‌گیرد. بر اساس گزارش خبرگزاری آسوشیتدپرس، دیپلمات‌های اروپایی می‌گوید که موضوع تحریم‌های جدید روی میز اعضای اتحادیه اروپا قرار ندارد و تمرکز اصلی بر وادار کردن ایران به دادن پاسخ مثبت به ابتکارهای تازه برای انجام مذاکره ‌است. کارل بیلت، وزیر امور خارجه سوئد که کشورش رئیس دوره‌ای اتحادیه اروپا را بر عهده دارد، موضع تندی را در قبال سرکوب‌های پس از اعلام نتایج انتخابات ریاست جمهوری ایران اتخاذ کرده‌است. با این حال، وی می‌گوید که اتحادیه اروپا بر موضع گفت‌وگو درباره برنامه هسته‌ای ایران باقی است. این اتحادیه همراه با آمریکا بارها ابراز نگرانی کرده‌اند که هدف ایران از تعقیب فعالیت‌های هسته‌ای خود ساخت سلاح اتمی است. رادیو فردا
- حمله ناتو به دو تانکر نفتکش در افغانستان و کشته‌شدن ده‌ها تن

ناتو اعلام کرده‌است که در پی حمله هوایی به دو تانکر نفتکش ربوده شده توسط طالبان در ولایت شمالی قندوز افغانستان، یک گروه بزرگ شورشیان کشته شدند. تانکرهای سوخت از تاجیکستان ارسال شده و از طریق مرزهای شمالی وارد افغانستان شده بودند. به گزارش شبکه خبری الجزیره، نیروهای طالبان تانکرهای سوخت را به منطقه‌ای مسکونی برده و به اهالی گفته بودند که سوخت مورد نیاز خود را از تانکرها بردارند. یک مقام پلیس افغانستان که به دلیل حساس بودن مسئله تلفات غیرنظامیان در جنگ افغانستان، نخواست نامش فاش شود به خبرگزاری آسوشیتدپرس گفته‌است که تعداد تلفات این حمله ۹۰ نفر از جمله ۴۰ غیرنظامی بوده‌است. بی‌بی‌سی فارسی، رادیو فردا
- دادستان آرژانتین انتصاب وزیر دفاع ایران را محکوم کرد

آلبرتو نیسمن، دادستان آرژانتینی مسئول رسیدگی به پرونده بمب‌گذاری در مرکز یهودیان آرژانتین، با صدور بیانیه ای انتصاب رسمی سرتیپ پاسدار احمد وحیدی به سمت وزیر دفاع جدید جمهوری اسلامی را به شدت محکوم کرد و آن را نشانه تعارض دولت ایران با موازین شناخته شده حقوق بین‌الملل دانست. بی‌بی‌سی

## ۵ سپتامبر ۲۰۰۹
- نماز عید فطر مصلای تهران «لغو» شد

محمد عیدیان، رئیس ستاد برگزاری نماز عید فطر شهرداری تهران، علت «لغو» مراسم مذهبی نماز عید فطر مصلای تهران را «انجام فعالیت‌های عمرانی» در مصلا اعلام کرده است. برگزاری نماز عید فطر در مصلای تهران، دومین مراسم بزرگ مذهبی در این شهر است که اعلام شده برگزار نخواهد شد. ۱۳ شهریور نیز، اعلام شد که مراسم شب‌های قدر در آرامگاه روح‌الله خمینی، بنیانگذار حکومت جمهوری اسلامی ایران لغو شده است. رادیو زمانه

## ۶ سپتامبر ۲۰۰۹
- انتقاد خاتمی از برخورد فاشیستی و ایده توتالیتاریسم

محمد خاتمی رئیس جمهوری پیشین ایران در دیدار با شورای مرکزی انجمن اسلامی مدرسین دانشگا‌ه‌ها ضمن انتقاد شدید از کسانی که به گفته او «بزرگترین فرصت برای نظام» را، ضایع کردند، اظهار داشت، با کسانی که قصد دارند از پایگاه «فاشیسم و ایده‌های توتالیتاریسم» و به نام مقابله با «لیبرالیسم غرب»، مردم را به زور به راهی که «راه سعادت» می‌دانند، ببرند، مخالف است. خاتمی در واکنش به موضع‌گیری‌های فرماندهان سپاه و گروهی از محافظه‌کاران که اصلاح‌طلبان را به توطئه برای راه‌اندازی «کودتای مخملی» علیه جمهوری اسلامی و ولایت فقیه متهم کردند گفت که «۳۰۰ میلیارد دلار سرمایه ملی را با ندانم‌کاری‌ها از بین می‌برند، ولی به استناد اعترافاتی که اساس آنها زیر سؤال است، ما را متهم می‌کنند.» رادیو فردا، رادیو زمانه
- احزاب اصلاح طلب ایران خواستار محاکمه فرمانده سپاه شدند

جبهه مشارکت ایران اسلامی و مجمع روحانیون مبارز، تشکل‌های سیاسی اصلاح طلب، با انتقاد شدید از اظهارات اخیر محمدعلی جعفری، فرمانده سپاه پاسداران علیه جریان اصلاحات که با نقل قول‌هایی از محمد خاتمی و محمد موسوی خوئینی‌ها، دبیر کل و عضو مجمع روحانیون مبارز، و چند شخصیت دیگر اصلاح طلب اظهار داشته بود که هدف آنها در انتخابات دهم ریاست جمهوری حذف رهبری بوده است، خواستار برخورد قضایی با وی شدند. در هفته های پس از انتخابات، تحلیل ها و اظهارات زیادی از سوی مخالفان دولت در باره نقش سپاه پاسداران در بروز آنچه «کودتای انتخاباتی» نامیده اند مطرح شده و این نیروی نظامی به امنیتی کردن فضای سیاسی و سرکوب شدید اعتراض ها به نتیجه انتخابات ریاست جمهوری متهم شده است. رادیو فردا

## ۷ سپتامبر ۲۰۰۹
- حمله احمدی‌نژاد به معترضان انتخابات و «تمام‌شده» خواندن پرونده هسته‌ای ایران

رئیس جمهور ایران در اولین نشست مطبوعاتی با خبرنگاران در دومین دورهٔ ریاست جمهوری، وقایع پس از انتخابات ریاست جمهوری را به «دشمنان» نسبت داده که به گفته وی، «با امکانات و سرمایه گذاری و به کارگیری رسانه‌ها و طراحی‌ها پیچیده روانی سعی کردند در تصمیم گیری ملت ایران به نفع خود اثر گذار باشند». محمود احمدی‌نژاد همچنین در این نشست مطبوعاتی، در مقام رئیس دولت دهم بار دیگر ضمن آن که گفت «درباره حقوق مسلم ملت ایران مذاکره نمی‌کنیم»، موضوع هسته‌ای ایران را «تمام‌شده» خواند. بی‌بی‌سی فارسی، رادیو زمانه، رادیو فردا
- ژاپن کاهش بزرگ گازهای گل‌خانه‌ای را وعده داد

یوکیو هاتویاما، نخست وزیر آینده ژاپن، قول داده‌است تا سال ۲۰۲۰ میزان گازهای گل‌خانه‌ای تولید شده در این کشور را تا ۲۵ درصد نسبت به سال ۱۹۹۰ کاهش دهد.بی‌بی‌سی فارسی

## ۸ سپتامبر ۲۰۰۹
- تصدیق ارتباط بین سرطان پروستات و یک ویروس

پژوهشگران دانشگاه یوتا و دانشگاه کلمبیا از وجود ارتباطی بین نوعی ویروس و سرطان پروستات خبر دادند. بی بی سی، دزرت نیوز
- حمله به دفتر مهدی کروبی و حزب اعتماد ملی

با حکم دادستان تهران دفتر حزب اعتماد ملی و مهدی کروبی پلمپ و مرتضی الویری معاون وی و همچنین سردبیر سایت سحام نیوز بازداشت شدند. کروبی در روزهای اخیر بر حضور گسترده مردم در تظاهرات روز قدس و مطرح ساختن خواست‌های دموکراتیک مردم تاکید کرده بود.در روزهای قبل هم به دفتر پیگیری میرحسین موسوی حمله و آنرا پلمپ کرده بودند.برخی منابع اعلام کردند که حمله روز گذشته به ستاد پیگیری میرحسین موسوی با دستور احمدی نژاد انجام شده‌است.بی بی سی فارسی  ، نوروز
- دستگیری علیرضا بهشتی مشاور ارشد میرحسین موسوی

ساعتی پس از دستگیری مرتضی الویری مشاور کروبی و پلمپ دفتر کروبی، علیرضا بهشتی مشاور ارشد موسوی نیز با حکم عباس جعفری دولت‌آبادی بازداشت شد. وی که فرزند آیت الله بهشتی از رهبران روحانی انقلاب ۵۷  است ، در روزهای گذشته طی گزارشی تعداد کشته شدگان را ۷۲  تن اعلام کرده بود. رادیو فردا
- برگزاری نشست کشورهای حاشیه دریای خزر بدون حضور ایران

چهار کشور حاشیه دریای خزر به زودی نشستی بدون حضور ایران برگزار خواهند کرد که واکنش منفی وزیر خارجه این کشور را به دنبال داشته‌است. منوچهر متکی وزیر خارجه این کشور در واکنش به برنامه نشست سران روسیه، آذربایجان، ترکمنستان و قزاقستان در روز پنجشنبه در شهر اکتائو در قزاقستان آن را برخلاف موافقتنامه‌های پیشین توصیف کرد. ولی یک مقام وزارت خارجه قزاقستان به یک خبرگزاری جمهوری آذربایجان به نام "ترند" گفته‌است که این دیدار غیررسمی است و قرار نیست که در آن در مورد نحوه تقسیم بستر دریای خزر یا وضعیت حقوقی دریا تصمیم گیری شود. لس آنجلس تایمز در مطلبی در باره اجلاس این چهار کشور می‌نویسد که ایرانی‌ها نگرانند که روسیه بکوشد سه کشور دیگر را علیه ایران متحد کند و تهران را از پروژه‌های آتی خطوط لوله این دریا کنار بگذارد. بی بی سی فارسی

## ۹ سپتامبر ۲۰۰۹
- میرحسین موسوی:حوادث سهمگین‌تری در راه است

میرحسین موسوی با اعلام اینکه «باطل» رفتنی است، دستگیری علیرضا بهشتی را نشانه‌ای از «حوادثی سهمگین‌تر» دانست و از مردم خواست که «آرامش و هوشیاری» خود را حفظ کنند.رادیو زمانه
- گروه ۱+۵ پیشنهادهای اتمی ایران را بررسی می‌کند

آمریکا می‌گوید که گروه ۱+۵ مجموعه پیشنهادهای جدید ایران برای مذاکره اتمی را به دقت بررسی می‌کند. این در حالیست که یک دیپلمات ارشد آمریکایی هشدار داده که ایران به کسب توانایی لازم برای تولید دست کم یک بمب هسته‌ای نزدیک شده‌است.بی‌بی‌سی فارسی
- دریافت نخستین تصاویر هابل پس از تعمیرات

تلسکوپ فضایی هابل نخستین تصاویر کیهانی پس از تعمیرات فضانوردان در مدار را به زمین ارسال نمود. سی نت، (آرشیو تصاویر جدید هابل در وبگاه ناسا)

## ۱۰ سپتامبر ۲۰۰۹
- بازتاب پیشنهادهای هسته‌ای ایران به ۵+۱

آمریکا بسته پیشنهادهای جدید ایران را حاوی هیچ مطلب جدید و پاسخگوی نگرانی‌ها ندانسته ،روسیه آن را حاوی موضوع‌هایی قابل بررسی تعبیر کرده و فرانسه نیز گفته ‌است کشورش پیشنهادهای ایران را با دیدگاه از سرگیری گفتگوهای هسته‌ای در نظر خواهد گرفت.بی‌بی‌سی فارسی
- عبدالکریم سروش: زوال استبداد دینی را جشن خواهیم گرفت

عبدالکریم سروش، نویسنده و پژوهشگر سرشناس ایرانی در نامه‌ای سرگشاده به آیت الله علی خامنه‌ای به تندی از او انتقاد کرده و سقوط حکومت او را پیش بینی کرده‌است.آقای سروش در این نامه ، حکومت جمهوری اسلامی را «استبداد دینی» خوانده و نوشته‌است: «شما گفتید که 'حرمت نظام هتک شد' و آبروی آن به یغما رفت؛ باور کنید که در تمام عمر خود خبری بدین خوشی از کسی نشنیده بودم».بی‌بی‌سی فارسی+متن کامل نامه در وبگاه عبدالکریم سروش
- غیبت ایران در نشست کشورهای حاشیه خزر

نشست سران روسیه، آذربایجان، ترکمنستان و قزاقستان امروز در شهر اکتائو قزاقستان برگزار می‌شود.منوچهر متکی وزیر خارجه ایران این نشست را برخلاف موافقتنامه‌های پیشین دانسته‌است.رادیو زمانه

## ۱۱ سپتامبر ۲۰۰۹
- خطبه‌های علی خامنه‌ای در نماز جمعه تهران

آیت‌الله علی خامنه‌ای رهبر جمهوری اسلامی، در خطبه دوم نماز جمعه امروز تهران با اشاره به برگزاری روز قدس در جمعه هفته آینده هشدار داد که «مراقب باشید کسی از این روز برای تفرقه انداختن استفاده نکند». اشاره خامنه‌ای می‌تواند واکنشی به برخی از شخصیت‌ها و همین طور وب‌سایت‌های خبری وابسته به جنبش سبز باشد که از مردم معترض به نتیجه انتخابات ریاست جمهوری خواسته‌اند در راه‌پیمایی روز قدس شرکت کنند. وی در ابتدای خطبه دوم گفت که مخاطب او «شخصیت‌ها و جریانات سیاسی و کسانی است که درون نظام و جزء نظام‌اند» و در ادامه با اشاره به انشعاب‌ها و تعارض‌هایی که در تاریخ جمهوری اسلامی پیش آمده است اعلام کرد که هر جا انشعاب و تعارض «به درگیری با نظام بینجامد، این افراد حالت دشمن را پیدا می‌کنند و کسانی که علیه امنیت ملت و نظام شمشیر کشیده‌اند باید با آن‌ها مقابله بشود.» علی خامنه‌ای خطبه خود را با سلوک و رفتارهای سیاسی علی ابن ابیطالب امام اول شیعیان آغاز کرد و گفت: «اول ملاطفت و بعد داغ، اول صبر تا حد ممکن، بعد تنبیه، اول استدلال و بعد کور کردن چشم فتنه.» رادیو فردا، رادیو زمانه
- برگزاری اجلاس سران حوزه دریای خزر بدون دعوت از ایران

اجلاس غیر رسمی سران چهار کشور حوزه دریای خزر، بدون دعوت از ایران، امروز در شهربندری « آکتو» Aktau در قزاقستان با حضور سران روسیه، قزاقستان، ترکمنستان و جمهوری آذربایجان، برگزار می شود. منوچهر متکی، وزیر خارجه جمهوری اسلامی برگزاری این اجلاس را «نقض توافق نامه های پیشین» خوانده است. کشورهای حوزه دریای خزر بر سر دریا یا دریاچه بودن «خزر»، اختلاف نظر دارند و توافق در اینباره، نقش کلیدی در تقسیم منابع نفت و گاز این دریا دارد. رادیو فردا
- نامه کروبی به رئیس قوه قضائیه

مهدی کروبی در نامه ای به رئیس قوه قضائیه پس از پلمپ دفترش و دستگیری برخی نزدیکانش تاکید کرد که عقب نشینی نخواهد کرد. وی همچنین گفته است که سپاه در نامه به وزارت بهداشت تحویل کپی اسناد به مجروحان و مورد تعدی قرار گرفتگان را ممنوع کرده است. بی بی سی فارسی

## ۱۲ سپتامبر ۲۰۰۹
- مقام‌های قضایی ایران ادعاهای مهدی کروبی مبنی بر «تجاوز به بازداشتی‌ها» را ساختگی خواندند

هیات ویژه قوه قضاییه برای بررسی موضوع آزار جنسی بازداشت شدگان وقایع اخیر، نتیجه بررسی‌های خود درباره آزار جنسی بازداشت شدگان وقایع اخیر را منتشر کرده و به این جمع‌بندی رسیده‌است که «نه تنها هیچ‌گونه مدرکی دال بر تجاوز جنسی به افراد مورد ادعای مهدی کروبی وجود نداشته و ادعاهای مطرح شده غیر مستند و عاری از حقیقت است، بلکه ادعاها و مدارک ارائه شده کاملاً ساختگی و برای انحراف افکار عمومی تنظیم شده‌است.» ابراهیم رئیسی، معاون اول رئیس قوه قضائیه، غلامحسین محسنی اژه‌ای، دادستان کل کشور و علی خلفی، رئیس حوزه ریاست قوه قضائیه، سه عضو این کمیته ویژه می‌باشند. هیات سه نفره قوه قضاییه در نامه خود به صادق لاریجانی خواستار انتشار نتیجه گزارش هیأت از طریق رسانه‌های جمعی شده‌است و همچنین پیشنهاد کرده‌است که گزارش به مرجع صالحه قضایی ارسال شده و تا از این طریق با کسانی که به گفته این هیات «با نشر اکاذیب و ایراد تهمت و افترا» موجب «تشویش اذهان عمومی» و باعث هتک «حیثیت و اعتبار نظام» شده‌اند برخورد «قاطع» صورت گیرد. رادیو فردا
- بازار بورس تهران تعطیل شد ،معاملات باطل

معاملات بازار بورس تهران امروز فقط به مدت ۳۰ دقیقه انجام گرفت و پس از آن به دلیل بروز مشکل فنی در سیستم معاملات و عدم رفع آن توسط شرکت مدیریت فناوری بورس تهران تعطیل شد و معاملات همان زمان اندک نیز به دلیل رعایت انصاف بین همه کارگزاران باطل شد.اکونیوز
- خوان آلمیدا فرمانده انقلابی کوبا درگذشت

خوان آلمیدا از فرماندهان انقلاب کوبا و معاون رییس جمهور این کشور در سن ۸۲ سالگی بر اثر حمله قلبی در گذشت. او تنها فرمانده انقلابی سیاه پوست در کادر رهبری کوبا به شمار می‌رفت. خوان آلمیدا در سال ۱۹۵۲ زمانی که در دانشگاه هاوانا درس می‌خواند با فیدل کاسترو دوست شد. در سال ۱۹۵۳ برای مدتی زندانی شد و سپس به مکزیک رفت تا برای شروع دور تازه‌ای از حملات به دولت باتیستا، به تجدید نیرو بپردازد. دفتر سیاسی کمیته مرکزی حزب کمونیست کوبا اعلام کرده‌است  یاد خوان آلمیدا همواره میان رفقایش زنده خواهد ماند. خبرگزاری کوبا
- سرقت آثار اندی وارهول

۱۰ اثر نقاشی اندی وارهول نقاش آمریکایی از یک مجموعه خصوصی در لس آنجلس به سرقت رفته است.RTÉ

## ۱۳ سپتامبر ۲۰۰۹
- تلاش برای بایکوت رسانه‌ای موسوی و کروبی در ایران

بر اساس گزارش‌های برخی رسانه‌ها، شورای عالی امنیت ملی ایران به روزنامه‌ها و خبرگزاری‌های این کشور دستور داده‌است اخبار میرحسین موسوی، مهدی کروبی و گزارش‌های مربوط به انتخابات ریاست جمهوری را منتشر نکنند.بی‌بی‌سی فارسی

## ۱۴ سپتامبر ۲۰۰۹
- پنجمین دادگاه متهمان پروندهٔ کودتای مخملی برگزار شد

جلسهٔ پنجم دادگاه متهمان پروندهٔ کودتای مخملی، با محاکمهٔ شش متهم برگزار شد. نام متهمان این دادگاه به دلیل دستور صلواتی، قاضی دادگاه، به‌صورت کوتاه‌شده منتشر شده و «الف. ر. ن.»، «ع. م.» (عبدالله مؤمنی؛ دبیر سابق دفتر تحکیم وحدت)، «ع. ع.»، «الف. ل.»، «الف. الف.» و «ع. ب.» بوده‌است. بی‌بی‌سی فارسی، تابناک
- قهرمانی کیم کلیسرس در رقابت‌های آزاد آمریکا

کیم کلیسترس بلژیکی در دیدار نهایی رقابت‌های آزاد آمریکای ۲۰۰۹ در مقابل کارولین وزنیاکی در دو ست پیاپی پیروز شد تا برای دومین بار قاتح این رقابت‌ها شود. او پس از ایوان گولگونگ کالی، دومین مادری است که یک عنوان گرنداسلم را به‌دست می‌آورد؛ درحالی که تنها ۵ هفته از بازگشت او پس از یک دورهٔ بازنشستگی ۲۷ ماهه از تنیس حرفه‌ای می‌گذشت. او هم‌چنین نخستین وایلدکاردی است که در تاریخچهٔ آزاد آمریکا، بین مردان و زنان، می‌تواند چنین عنوانی را کسب کند. خبرگزاری ای‌اف‌پی

## ۱۵ سپتامبر ۲۰۰۹
- برندگان شصت و ششمین جشنواره فیلم ونیز معرفی شدند

شیرین نشاط، هنرمند ایرانی مقیم آمریکا، جایزه شیر نقره‌ای جشنواره فیلم ونیز را برای بهترین کارگردانی برای فیلم زنان بدون مردان دریافت کرد. لبنان، ساخته شمولیک ماعوز، کارگردان اسرائیلی، نیز به عنوان بهترین فیلم جشنواره، جایزه شیر طلایی را از آن خود کرد. دویچه وله فارسی، وزارت امور خارجه اسرائیل
- روزنامه شرق رفع توقیف شد

مدیر مسئول روزنامه شرق گفته ‌است که بنا بر حکم صادره از شعبه ۷۶ دادگاه کیفری استان تهران، از این روزنامه رفع توقیف شده ‌است ،همچنین محمود علیزاده طباطبایی وکیل روزنامه شرق نیز گفته این روزنامه رفع توقیف شده اما مدیر مسئول آن مجرم اما مستحق تخفیف مجازات دانسته شده و در نهایت به پرداخت ده میلیون ریال (یک میلیون تومان) جریمه بدل از شش ماه حبس محکوم گردیده است.بی‌بی‌سی فارسی
- درگذشت پاتریک سویزی

پاتریک سویزی، بازیگر معروف هالیوود پس از مبارزه‌ای طولانی با سرطان لوزالمعده در سن ۵۷ سالگی درگذشت. فارسی زبانان او را بخاطر نقش معروفش در فیلم روح به یاد دارند. بی بی سی

## ۱۶ سپتامبر ۲۰۰۹
- نماز روز قدس با امامت احمد خاتمی و سخنرانی محمود احمدی‌نژاد

روابط عمومی ستاد نماز جمعه تهران اعلام کرد که نماز جمعه روز قدس به امامت احمد خاتمی و با سخنرانی محمود احمدی‌نژاد برگزار می‌شود. در سال‌های گذشته، امامت نماز جمعه روز قدس تهران را معمولا اکبر هاشمی رفسنجانی، رئیس مجلس خبرگان و رئیس مجمع تشخیص مصلحت نظام، بر عهده داشت. بی‌بی‌سی فارسی
- سارکوزی: «ايران در حال كار بر روى يك برنامه هسته اى نظامى است»

نیکلا سارکوزی، رئیس جمهور فرانسه گفت كه بر اساس گزارش سازمان‌هاى اطلاعاتى فرانسه، حکومت جمهوری اسلامی ایران در حال كار بر روى یک برنامه هسته‌اى نظامی است. وی تاکید کرد که ما نمى‌توانيم به جمهوری اسلامی ايران اجازه دهيم كه به سلاح هسته‌اى دست يابد. رادیو فردا

## ۱۷ سپتامبر ۲۰۰۹
- نماینده کردستان در مجلس خبرگان رهبری کشته شد

محمد شیخ‌الاسلام، نماینده مردم استان کردستان در مجلس خبرگان رهبری توسط افراد مسلح ناشناس هدف گلوله قرار گرفت و کشته شد.ایرنا ،بی‌بی‌سی فارسی

## ۱۸ سپتامبر ۲۰۰۹
- حضور پرشمار معترضان در راهپیمایی روز قدس در ایران

به رغم هشدارهای داده شده درباره برگزاری تجمعات اعتراضی همزمان با برگزاری راهپیمایی روز قدس، از تهران و دیگر شهرهای ایران خبر می‌رسد که حامیان جنبش سبز و معترضان به نتایج انتخابات بار دیگر با حضور پرشمار در خیابان‌ها دست به تظاهرات زده‌اند. منابع خبری از درگیری میان معترضان به نتایج انتخابات گذشته ریاست جمهوری ایران و حامیان محمود احمدی نژاد رئیس جمهور فعلی این کشور در جریان راهپیمایی روز قدس خبر می‌دهند ، بر طبق همین گزارش‌ها با وجود حضور سنگین پلیس در خیابان‌های منتهی به محل برگزاری نماز جمعه مخالفان موفق به گردهمایی در برخی از نقاط مرکزی شهری شده‌اند. محدوده خیابان کریمخان زند و میدان ولی‌عصر تقریباً این محدوده سبزپوش شده است. به گزارش پارلمان نیوز در حالی‌که حضور سیدمحمد خاتمی با استقبال بسیار گسترده مردم روبرو شده بود «گروهک فشار» به رهبری ابوالفضل شریعتمداری، پسر حسین شریعتمداری مدیرمسئول روزنامه کیهان با اطلاع قبلی از مسیر عبور خاتمی ناگهان به او حمله کردند، در لحظات ابتدایی آنها عمامه او را بر زمین انداختند و قصد ضرب و شتم او را داشتند. با توجه به جمعیت انبوه مردم، بلافاصله مردم در برابر این گروهک تندرو ایستادند و از حمله آنها جلوگیری کردند. هچنین پلیس ضدشورش با حضور به موقع مانع از ادامه حمله  این گروهک شد. بعد از این حمله، خاتمی مجبور به ترک راهپمایی روز قدس شد. رادیو زمانه ،بی‌بی‌سی فارسی،پارلمان نیوز ،  رادیو فردا+اطلاعات بیشتر از ویکی‌پدیای فارسی
- واکنش بریتانیا به سخنان احمدی‌نژاد در مورد هولوکاست

دیوید میلی‌بند، وزیر امور خارجه بریتانیا به تندی از سخنانی که محمود احمدی‌نژاد، رئیس جمهوری ایران در سخنرانی پیش از خطبه‌های نماز جمعه روز قدس تهران در مورد قتل‌عام یهودیان توسط آلمان نازی موسوم به هولوکاست، به زبان آورده بود، انتقاد کرد. محمود احمدی‌نژاد مدعی شده بود که هولوکاست، «افسانه‌ای آمیخته با دروغ و طرحی تبلیغاتی است که برای زمینه‌سازی تأسیس کشور اسرائیل» جعل شده است. دیوید میلی‌بند، وزیر امور خارجه بریتانیا سخنان رئیس جمهور ایران را نفرت‌انگیز و حاکی از بی‌اطلاعی تاریخی احمدی‌نژاد دانست. بی‌بی‌سی فارسی

## ۱۹ سپتامبر ۲۰۰۹
- واکنش شدید غرب به اظهارات احمدی‌نژاد درباره هولوکاست

آلمان، آمریکا، بریتانیا، روسیه و فرانسه انکار مجدد هولوکاست توسط محمود احمدی‌نژاد، رئیس جمهور ایران را قویا محکوم کردند. آلمان این اظهارات را برای ایران «شرم‌آور» خوانده و آمریکا نیز گفته است که «ترویج چنین دروغ‌های خصمانه‌ای به انزوای بیشتر ایران» منجر می‌شود. وزارت خارجه فرانسه نیز صحبت‌های محمود احمدی‌نژاد را «غیرقابل پذیرش و تکان دهنده» خواند و دیوید میلی‌بند، وزیر امور خارجه بریتانیا نیز، سخنان محمود احمدی‌نژاد را «نفرت‌انگیز و حاکی از بی‌اطلاعی تاریخی» او دانست. بی‌بی‌سی فارسی
- اوباما عیر فطر را تبریک گفت

هیلاری کلینتون و باراک اوباما عید فطر را بر مسلمانان تبریک گفتند. بی‌بی‌سی فارسی

## ۲۰ سپتامبر ۲۰۰۹
- دستگیری ۳۵ نفر در راهپیمایی روز قدس در تهران

سرتیپ عزیزالله رجب زاده فرمانده نیروی انتظامی تهران از دستگیری ۳۵ نفر معترضان به نتایج انتخابات ریاست جمهوری در روز قدس خبر داده‌است.بی‌بی‌سی فارسی
- عید فطر در جهان اسلام

با وجود اینکه آیت الله علی خامنه‌ای، رهبر جمهوری اسلامی ایران روز یکشنبه ۲۹ شهریور را اولین روز ماه شوال و عید فطر اعلام کرد، اما اغلب مراجع تقلید شیعیان در ایران و کشورهای دیگر اعلام کرده‌اند که روز یکشنبه آخرین روز ماه مضان و دوشنبه عید فطر است. آیات عظام حسینعلی منتظری، یوسف صانعی، لطف الله صافی گلپایگانی و عبدالکریم موسوی اردبیلی، از طرق مختلف از جمله سایت‌های اینترنتی شان به صراحت روز یکشنبه را آخرین روز از ماه رمضان دانسته و اعلام کرده‌اند روز دوشنبه عید فطر است. همچنین آیات عظام علی محمد دستغیب، حسین نوری همدانی، محمد تقی مدرسی، صادق شیرازی، محمد سعید حکیم، اسد الله بیات، حسین مظاهری و حسین وحید خراسانی هم از جمله مراجع دیگری هستند که حلول ماه شوال برای آنها شب گذشته اثبات نشده و بدین ترتیب روز دوشنبه را عید فطر اعلام کرده‌اند. در عراق نیز آیت الله علی سیستانی که در نجف اقامت دارد، روز دوشنبه را عید اعلام کرده‌است. اسحاق فیاض ، مرجع تقلید شیعیان افغانستان نیز مانند اغلب مراجع دیگر گفته‌است که روز یکشنبه آخرین روز ماه رمضان است. البته آیات جوادی آملی و فاضل لنکرانی یکشنبه را عید اعلام کرده‌اند. در اکثر کشورهای دیگر حاشیه خلیج فارس (به جز عمان) به تبعیت از عربستان سعودی، روز یکشنبه را به عنوان عید فطر اعلام کرده‌اند. بی‌بی‌سی فارسی دفتر آیت الله وحید خراسانی آیات جوادی آملی و فاضل:امروز عید است

## ۲۱ سپتامبر ۲۰۰۹
- آغاز محاکمه نخست‌وزیر سابق فرانسه

محاکمه دومینیک دو ویلپن، نخست‌وزیر سابق فرانسه، در پاریس آغاز شد. رسانه‌های فرانسه از هم‌اکنون این محاکمه را مهم‌ترین محاکمه دهه اخیر در تاریخ این کشور توصیف می‌کنند. اتهامات دومینیک دو ویلپن، «توطئه برای متهم‌کردن بی‌دلیل رقبای سیاسی، توطئه برای استفاده از مدارک جعلی، تملک غیرقانونی املاک و نیز سوء‌استفاده از اعتماد عمومی» اعلام شده‌است. بی‌بی‌سی فارسی
- رهبر برکنار شده هندوراس به کشورش بازگشت

مانوئل زلایا، رئیس‌جمهور سابق هندوراس، تقریبا سه ماه پس از خلع‌شدن از این مقام توسط یک کودتای نظامی به کشورش بازگشته‌است. مانوئل زلایا پس از بازگشت ظاهرا در سفارت برزیل در تگوسیگالپا، پایتخت، پناه گرفته است و از آن‌جا خواستار گفت و گو با دولت کودتا شده‌است. بی‌بی‌سی فارسی
- شهره آغداشلو دربین برندگان جایزه امی

برندگان جوایزه سالیانه اِمی مشخص شدند. شهره آغداشلو به خاطر بازی در سریال «خانه صدام» جایزه بهترین بازیگر مکمل زن در بخش سریال کوتاه را دریافت کرد. بی‌بی‌سی فارسی 

## ۲۲ سپتامبر ۲۰۰۹
- اولین دانشگاه مختلط در عربستان سعودی افتتاح شد

دانشگاه علم و صنعت ملک عبدالله در نزدیکی جده با حضور برخی سران کشورهای عربی افتتاح شد. این دانشگاه، اولین مرکز آموزشی در عربستان سعودی است که به طور برابر هم زنان و هم مردان را می‌پذیرد. دویچه وله فارسی، العربیه فارسی
- انتشار اخبار مبهم از سقوط یک هواپیما در ایران

پس از تائید خبر  سقوط یک هواپیما توسط  ارتش ایران، رئیس امداد و نجات جمعیت هلال احمر ایران خبر از پیداشدن هفت جسد در پی سقوط هواپیما در نزدیکی شهر ورامین  داده است. ارتش ایران اعلام کرده است  که سقوط این هواپیما ارتباطی با رژه هوایی نخستین روز هفته گرامی‌داشت جنگ هشت ساله ایران و عراق نداشته است.بی‌بی‌سی فارسی
- حذف پادشاهان از کتب تاریخ مدارس ایران

وزارت آموزش و پرورش ایران اعلام کرد، مطالب مربوط به پادشاهان در تاریخ ایران، از کتاب های درسی تاریخی مقطع راهنمایی و دبیرستان حذف خواهند شد. بی‌بی‌سی فارسی

## ۲۳ سپتامبر ۲۰۰۹
- تقلب علمی وزیر جمهوری اسلامی ایران

نشریه نیچر، کامران دانشجو، وزیر علوم، تحقیقات و فناوری ایران را به تقلب علمی متهم کرد. در این راستا، انتشارات اسپرینگر مقالهٔ کامران دانشجو در نشریهٔ Engineering with Computers بدلیل «کپی خط به خط از یک مقالهٔ کره‌ای» را از چاپ خود حذف کرد. نیچر نیوز، بی‌بی‌سی فارسی، دویچله وله
- باراک اوباما:کشورها برای حل مشکلات جهانی مسئولیت بیشتری داشته باشند

باراک اوباما رئیس جمهوری آمریکا در اولین سخنرانی خود در اجلاس سالانه مجمع عمومی سازمان ملل متحد در نیویورک، کشورهای جهان را دعوت کرده که برای حل مشکلات جهانی مسئولیت بیشتری داشته باشند.
آقای اوباما گفت او خواهان دوره تازه‌ای از ارتباط آمریکا با دنیاست و کسانی که از آمریکا در گذشته به دلیل این که تنها عمل می‌کرده انتقاد می‌کردند، اکنون نمی‌توانند گوشه‌ای ایستاده و منتظر باشند تا آمریکا به تنهایی مشکلات جهانی را حل کند.بی‌بی‌سی فارسی
- حقوق بشر، اولویت اصلی مخالفان احمدی نژاد در نیویورک

در آستانه سخنرانی محمود احمدی نژاد، رئیس جمهوری ایران، در مجمع عمومی سازمان ملل متحد در شهر نیویورک آمریکا، طرفداران حقوق بشر و مخالفان او در نیویورک، برای چرخش توجه دولت‌ها از برنامه اتمی ایران به وضع حقوق بشر در این کشور، تلاش گسترده‌ای را آغاز کرده‌اند.بی‌بی‌سی فارسی+اطلاعات بیشتر از ویکی‌پدیای فارسی
- مصاحبه محمود احمدی نژاد با سی بی اس

محمود احمدی نژاد در مصاحبه با شبکه تلویزیونی سی بی اس، اغتشاشگران، سیاستمداران آمریکا، صدای آمریکا، و بی بی سی را مسئول قتل ندا سلطانی دانست. کیتی کوریک در پاسخ از وی پرسید: «آیا شما واقعا تا این حد مردم خود را خرد و کوچک می‌پندارید که به این راحتی توسط آمریکاییان و انگلیسی‌ها شستشوی مغزی می‌شوند؟» احمدی نژاد در پاسخ عکسی از مروه شربینی را در جلوی دوربین به نمایش گذاشت و خواستار توجه رسانه‌های غربی به او شد. شبکه سی بی اس

## ۲۴ سپتامبر ۲۰۰۹
- سخنرانی محمود احمدی نژاد در سازمان ملل

محمود احمدی نژاد، رییس جمهور ایران در ادامه سفر خود به نیویورک، در مجمع عمومی سازمان ملل متحد سخنرانی کرد. در حالی که سخنرانی رییس جمهوری ایران در جریان بود، معترضان در اطراف ساختمان سازمان ملل متحد علیه او شعار می دادند. او در این سخنرانی اقدامات علیه مردم فلسطین را «نسل‌کشی» خواند و اسراییل را متهم کرد که بر سیاست بین‌المللی فرمان رانده و با «برقراری شبکه پیچیده اقتصادی و فرهنگی سبب ایجاد برده‌داری نوینی» شده است. وی افزود، اسراییل حتی «اروپا و آمریکا را نیز قربانی مطامع نژادپرستانه خود» ساخته است. احمدی‌نژاد در بخشی دیگر از سخنانش، با توجه به سیاست‌های نظامی آمریکا، گفت: «پذيرفتنی نيست که عده‌ای از چند هزار کيلومتر دورتر در منطقه خاورميانه دخالت نظامی کنند و کشتار، جنگ، ترور، تهديد و تجاوز را به همراه آورند.»   رئیس جمهوری ایران خواستار قیام جمعی کشورهای جهان در برابر وضع موجود شد و راه نجات بشر را راه پیامبران الهی دانست چرا که همه انبیاء آمده اند کاری کنند که "جنگ نباشد، تبعیض و فقر ریشه کن شود، جهل نابود شده و خوشبختی بر تمام انسان ها و جوامع حاکم شود."وی در پایان سخنرانی اش گفت که جهان برای رسیدن به آزادی، کمال، رشد، امنیت و آرامش و صلح باید در انتظار ظهور امام دوازدهم شیعیان (مهدی) و پیامبر مسیحیان (مسیح) باشد. در جریان این نطق بسیاری از کرسی های مجمع عمومی  از جمله لبنان خالی بود و نمایندگان برخی از کشورهای غربی از جمله هیات های نمایندگی آرژانتین، استرالیا، بریتانیا، کاستاریکا، دانمارک، فرانسه، آلمان، مجارستان، ایتالیا، زلاندنو و آمریکا نیز در جریان نطق او جلسه را ترک کردند.
دویچه وله بی بی سی

## ۲۵ سپتامبر ۲۰۰۹
- ایران وجود تاسیسات دیگری برای غنی‌سازی اورانیوم را اعلام کرد

جمهوری اسلامی ایران وجود یک مرکز دیگری غنی‌سازی اورانیوم را اعلام کرده‌است. گزارش مربوط به اعلام وجود مرکز دوم غنی‌سازی اورانیوم در ایران در حالی انتشار می‌یابد که سازمان مجاهدین خلق ایران از وجود مراکزی در ایران خبر داد که «به طور محرمانه مشغول فعالیت در زمینه‌های مرتبط با تولید تسلیحات اتمی ایران» هستند. بی‌بی‌سی فارسی، الجزیره انگلیسی
- نتانیاهو در سخنرانی در سازمان ملل، انکارگران هولوکاست را خشمگینانه نکوهش کرد

بنیامین نتانیاهو، نخست‌وزیر اسرائیل در مجمع عمومی سازمان ملل، انکارگران هولوکاست را همراه با خشم شدید نکوهش کرد و علیه برنامه هسته‌ای ایران موضع گرفت. نخست‌وزیر اسرائیل، از سرکوب مردم ایران توسط جمهوری اسلامی انتقاد کرد و از صلح با فلسطینیان سخن گفت، ولی در عین حال گزارش کمیسیون گولدستون در مورد عملیات سرب گداخته در نوار غزه را «مجموعه‌ای از ادعاهای نادرست و یک سویه» دانست. نخست وزیر اسرائیل هم‌چنین از برپایی کشور مستقل فلسطینی جانبداری کرد، ولی خاطر نشان ساخت که چنین کشوری نباید امنیت کشور اسرائیل را به خطر اندازد و فلسطینیان باید اسرائیل را به عنوان «سرزمین ملی یهودیان» به رسمیت بشناسند. بی‌بی‌سی فارسی، وزارت امور خارجه اسرائیل، صدای آمریکا، الجزیره انگلیسی
- بازداشت یک تروریست اردنی در تگزاس

پلیس فدرال آمریکا مردی را به جرم تلاش برای بمب‌گذاری آسمان‌خراشی ۶۰ طبقه در شهر دالاس بازداشت کرد. ماهر حسین الصمادی پیشتر بر روی اینترنت هدف خود از این اقدام را «جهاد فی سبیل‌الله» و «مبارزه با دشمنان اسلام»، و حملهٔ خود را «پایان دهندهٔ کشتار فلسطینیان در غزه بدست سگان یهودی» عنوان کرده بود. جامعه مسلمانان مقیم ناحیهٔ دالاس سریعا تمام فرم‌های تروریسم را محکوم کرده و از آمریکاییان درخواست کرد که «اسلام و تروریسم را یکی ندانند». دو مسلمان دیگر همزمان در ایلینوی و کلرادو به جرمهایی مشابه در بازداشت بسر می‌برند. یونایتد پرس، سی‌ان‌ان

## ۲۶ سپتامبر ۲۰۰۹
- اسرائیل: «هدف تأسیسات جدید هسته‌ای ایران نظامی است»

آویگدور لیبرمن، وزیر امور خارجه اسرائیل به رادیو دولتی اسرائیل گفت که آشکار شدن تأسیسات هسته‌ای جدید غنی‌سازی اورانیوم در ایران ثابت می‌کند که این کشور در پی دستیابی به سلاح هسته‌ای است. بی‌بی‌سی فارسی، دویچه وله فارسی، رادیو فردا

## ۲۷ سپتامبر ۲۰۰۹
- سپاه پاسداران حدود هشت میلیارد دلار سهام مخابرات را خرید

«کنسرسیوم اعتماد مبین» که متشکل از سه شرکت سرمایه گذاری است در بزرگترین معامله تاریخ بورس ایران و در رقابت با گروه  «مهر اقتصاد ایرانیان» ،۵۰ درصد بعلاوه یک سهم شرکت مخابرات ایران به ارزش حدود هشت میلیارد دلار را خریداری کرد.ساعاتی پیش از انجام معامله ، گروه «پیشگامان کویر یزد» به دلیل نداشتن «صلاحیت امنیتی» از سوی سازمان خصوصی سازی ایران از رقابت کنار گذاشته شده بود.بی بی سی فارسی ،بخش فارسی رادیو آلمان، رادیو فردا ،رادیو فرانسه،رادیو زمانه

## ۲۸ سپتامبر ۲۰۰۹
- موسوی بیانیه داد ،کروبی نامه

میر حسین موسوی با انتشار سیزدهمین بیانیه خود تظاهرات مخالفان دولت در روز قدس را نقطه عطفی توصیف کرده که نتایج مبارکی خواهد داشت ،وی ضمن نفی خشونت حامیانش را به ادامه آنچه راه سبز امید خوانده دعوت می‌کند ،مهدی کروبی نیز با انتشار نامه‌ای ،از اکبر هاشمی رفسنجانی رئیس مجلس خبرگان رهبری می‌پرسد به چه میزان در جایگاه ریاست مجلس خبرگان، حافظ انقلابی بوده‌اید که اصلی ترین هدف آن مقابله با بی عدالتی و تضییع حقوق مردم بوده‌ است؟.بی‌بی‌سی فارسی ،پایگاه اطلاع رسانی نوروز
- آلمان در آستانهٔ تشکیل دولتی تازه

بر اساس نتایج انتخابات سراسری آلمان، این کشور در چهار سال آینده، دولتی ائتلافی از احزاب مسیحی و لیبرال خواهد داشت. آنگلا مرکل، رهبر حزب دموکرات مسیحی در چهار سال آینده و این بار با شریک ایده‌آل خود حزب لیبرال، صدراعظم آلمان خواهد بود. دویچه وله فارسی، رادیو زمانه
- در ایران: «مالکان خودروهایی که در اعتراضات بوق زده‌اند، احضار می‌شوند»

مرتضی تمدن، استاندار تهران اعلام کرده که مالکان خودروهایی که در جریان اعتراضات مردم ایران به نتایج انتخابات ریاست جمهوری، «با سوءاستفاده از فضا و بوق‌زدن‌های ممتد و ایجاد راه‌بندان‌های غیر اصولی مردم را اذیت کرده‌اند، احضار می‌شوند». بی‌بی‌سی فارسی

## ۲۹ سپتامبر ۲۰۰۹
- اعطای جایزۀ حقوق بشر بنیاد لخ والسا به سه زن ایرانی

بنیاد لخ والسا، رئیس جمهوری پیشین لهستان، جایزۀ حقوق بشر سال ٢٠٠٩ خود را به سه تن از زنان ایرانی، به نام‌های لادن برومند، رویا برومند و شادی صدر اعطا کرد. بر اساس بیانیه‌ای که به وسیلۀ بنیاد لخ والسا منتشر شده، جایزه حقوق بشر سال ٢٠٠٩ این بنیاد، به خاطر فعالیت‌های پیگیر این سه زن ایرانی در راستای پیشبرد آزادی بیان، موازین حقوق بشر و دموکراسی در ایران، به آنان اعطا شده‌است. رادیو بین‌المللی فرانسه
- قدیمی‌ترین دایناسور پردار تاریخ کشف شد

بر اساس گزارش نشریه نیچر، دانشمندان چینی موفق به کشف دایناسوری پردار با قدمت ۱۵۱ تا ۱۶۱ میلیون سال کرده‌اند. با کشفیات صورت‌گرفته در چین، رکورد قدیمی‌ترین دایناسور پردار که تا حدود ۱۵۰ سال در دست آرکئوپتریکس بود، سرانجام جابه‌جا شد. این کشف افق‌های جدیدی را در تعیین خاستگاه اولیه‌ی پرندگان پیش روی دانشمندان خواهد گشود. رادیو زمانه

## ۳۰ سپتامبر ۲۰۰۹
- نوروز ایرانی، جهانی شد

پس از سال‌ها انتظار و ارائه درخواست ثبت جهانی نوروز به سازمان علمی و فرهنگی سازمان ملل متحد - یونسکو - سرانجام در تاریخ ۸ مهر ۱۳۸۸، مهم‌ترین جشن باستانی ایرانیان به ثبت جهانی رسید. درخواست ثبت نوروز به عنوان میراث غیر ملموس جهانی، تقاضای مشترک کشورهای ایران، هند، جمهوری آذربایجان، ازبکستان، قزاقستان، پاکستان و ترکیه بود. بی‌بی‌سی فارسی
- مدیر کل آژانس بین‌المللی انرژی اتمی: «ایران مقررات آژانس را نقض کرد»

محمد البرادعی، مدیر کل آژانس بین‌المللی انرژی اتمی، می‌گوید که «اعلام نکردن ساخت مرکز غنی‌سازی اورانیوم در ایران از سوی مقام‌های جمهوری اسلامی، نقض صریح مقررات آژانس بین‌المللی انرژی اتمی است». رادیو زمانه
- در ایران، سعید حجاریان از زندان آزاد شد

سعید حجاریان، از چهره‌های سرشناس اصلاح طلبان و مشاور سیاسی محمد خاتمی، رئیس جمهوری سابق ایران که در روز ۲۶ خرداد ۱۳۸۸، و بعد از انتخابات ریاست جمهوری دهم، دستگیر شده بود، امروز بعد از تحمل ۱۰۶ روز حبس، آزاد شد.بی‌بی‌سی فارسی ،پایگاه اطلاع رسانی نوروز+اطلاعات بیشتر
- دبیر کل سازمان ملل متحد خواستار شفافیت ایران در برنامه اتمی‌اش شد

بان کی‌مون، دبیر کل سازمان ملل متحد بار دیگر از ایران خواست تا به طور کامل قطعنامه‌های شورای امنیت سازمان ملل متحد را در ارتباط با برنامه هسته‌ای ایران، از جمله در تاسیسات تازه افشا شده غنی‌سازی اورانیوم در نزدیکی قم، اجرا کند. بی‌بی‌سی فارسی
- «احکام تعدادی از معترضان به نتیجه انتخابات صادر شده‌است»

علیرضا آوایی، رئیس کل دادگستری استان تهران، اعلام کرد که دادگاه برای بیست نفر از متهمان حوادث پس از انتخابات دهمین دوره ریاست جمهوری، حکم صادر کرده اما این احکام هنوز قطعی نشده‌اند. بی‌بی‌سی فارسی